# Патологическая анатомия перинатального периода
Перинатальный период — период с 22 полной недели (154-го дня) внутриутробной жизни плода [в это время в норме масса тела составляет 500 г] по 7-й день включительно (168 часов) внеутробной жизни.
Перинатальный период подразделяется на три подпериода:
1. Антенатальный (пренатальный) — до родов.
2. Интранатальный — во время родов (периоды раскрытия и изгнания плода).
3. Постнатальный — после родов. Постнатальный подпериод включает в себя только ранний период новорождённости (ранний неонатальный период), то есть первую неделю внеутробной жизни.

Неонатальный период начинается от момента рождения и заканчивается через 28 полных дней после рождения. Период новорождённости подразделяется на два подпериода: ранний (первые 7 дней) и поздний (8—28 дни внеутробной жизни).
Приведённые определения включены в МКБ Х (международная статистическая классификация болезней и причин, связанных со здоровьем X пересмотра, 1988 г.), приняты в соответствии со статьёй 23 Устава ВОЗ и являются обязательными для выполнения в клинической и патологоанатомической практике.
К основным формам неинфекционной перинатальной патологии относятся следующие патологические процессы:
1. Недоношенность
2. Переношенность
3. Гипоксия (асфиксия) плода и новорождённого
4. Родовая травма
5. Пневмопатии
6. Перинатальные нарушения мозгового кровообращения
7. Геморрагическая болезнь новорождённого
8. Гемолитическая болезнь плода и новорождённого.

## Недоношенность
Недоношенные — дети, родившиеся в сроке до 37 полных недель внутриутробного развития (менее 259 дней).
В России среди всех родившихся недоношенные составляют 5—10 %. В различных странах частота преждевременных родов колеблется в широких пределах (3—16 %). Среди преждевременно родившихся детей отмечается самая высокая заболеваемость и смертность. До 75 % всех умерших новорождённых составляют недоношенные дети. На их долю приходится до 50 % младенческой смертности.

### Критерии недоношенности
Основным критерием недоношенности является срок беременности (гестационный возраст). Продолжительность беременности определяется с первого дня последнего нормального менструального периода. Срок беременности выражается в полных днях или в полных неделях. Например, события, происходившие в период между 280 и 286 днями после начала последнего нормального менструального периода, считаются имевшими место при сроке беременности 40 недель. Срок беременности, исчисляющийся по дате последней нормальной менструации, часто является источником статистических ошибок. Во избежание их необходимо помнить, что первый день следует расценивать как день 0 («нулевой день» беременности), а не день 1-й. Дни 0-6 соответственно составляют «полную нулевую лунную неделю», 40-я неделя беременности соответственно является синонимом понятия «полные 39 недель». Если дата последней нормальной менструации неизвестна, срок беременности необходимо определять на основании наиболее надёжных клинических данных.
В записи о смерти ребёнка в первый день жизни (день 0) должна быть точно указана продолжительность жизни (полных минут или часов). В случае смерти ребёнка на вторые сутки (день 1), третьи сутки (день 2) и в последующие 27 полных дней жизни возраст указывается в днях.

#### Антропометрические показатели недоношенности
К антропометрическим показателям недоношенности относятся (1) масса и (2) длина тела ребёнка.
1. Масса тела недоношенного ребёнка белой расы обычно менее 2500 г. Однако масса тела недоношенного может превышать 2500 г, и наоборот, у доношенных масса может быть сниженной в результате задержки внутриутробного развития. Массой тела плода или новорождённого считается масса, зарегистрированная сразу после рождения. Для живорождённых определение массы тела должно быть проведено в течение первого часа жизни, до того, как в постнатальном периоде произойдёт значительная потеря массы. Фактическая масса должна быть зафиксирована с максимально возможной степенью точности (в граммах).
Различают четыре степени недоношенности:
- I степень — масса ребёнка 2001—2500 г, длина тела 42-45 см;
- II степень — масса ребёнка 1501—2000 г, длина тела 39-41 см;
- III степень — масса ребёнка 1001—1500 г, длина тела 37-40 см;
- IV степень — масса ребёнка 1000—500 г, длина тела 30-36 см (в соответствии с рекомендациями ВОЗ).

В спорных случаях ориентироваться на точные данные гестационного возраста или на длину тела, как более стабильную величину. Отклонения могут быть при эндокринных заболеваниях матери (диабетическая фетопатия, тиреотоксическая фетопатия), отклонениях в питании матери (ожирение или голодание) или при интоксикациях (алкоголизм матери, табакокурение, инфекционные заболевания матери).
2. Длина тела недоношенного, как правило, не превышает 45 см (при глубокой недоношенности — 30 см).
кроме того, длина тела плода в норме определяется по формуле Гааза: начиная с пятого месяца беременности число месяцев умножают на 5, получая длину в сантиметрах (месяцы лунные):
- 5 мес. — 5×5=25 см
- 6 мес. — 6×5=30 см
- 7 мес. — 7×5=35 см
- 8 мес. — 8×5=40 см
- 9 мес. — 9×5=45 см
- 10 мес. — 10×5=50 см.

#### Морфологические признаки недоношенности
Морфологические признаки недоношенности III—IV степени (глубокая недоношенность):
1. Глубоконедоношенный ребёнок лежит с вытянутыми конечностями вследствие мышечной гипотонии.
2. Кожа тонкая, морщинистая тёмно-красного цвета, обильно покрытая пушком (lanugo). Подкожный жировой слой не выражен.
3. Голова относительно большая, составляет треть от длины всего тела. Швы черепа и роднички открыты.
4. Ушные раковины плоские, бесформенные, мягкие, прижаты к голове.
5. Соски и околососковые окружности едва видны.
6. Пупок расположен в нижней трети живота.
7. Ногтевые пластинки не всегда доходят до краёв ногтевого ложа.
8. У мальчиков яички не опущены в мошонку; у девочек большие половые губы не прикрывают малые и половая щель зияет.
9. Отсутствие ядра Беклара (ядро окостенения дистального эпифиза бедра, у доношенных диаметром не менее 5 мм).

Морфологические признаки недоношенности I—II степени (умеренная недоношенность):
1. При рождении после 30-й нед. у недоношенных отмечается частичное сгибание в коленных и тазобедренных суставах. У родившихся на 36—37-й нед. сгибание конечностей полное, но неустойчивое.
2. Кожа розового цвета. При рождении в сроке 33 нед. пушковые волосы на лице отсутствуют. При рождении в сроке 35—37 нед. пушок отсутствует и на туловище.
3. Голова составляет примерно четверть от длины тела.
4. В сроке 35—37 нед. появляются первые изгибы на ушных раковинах.
5. Более заметны соски и околососковые окружности.
6. Пупок располагается в средней трети живота, но не в центре.
7. Ногтевые пластинки, как правило, доходят до краёв ногтевого ложа.
8. У мальчиков яички находятся в верхней половине мошонки; у девочек половая щель почти закрыта.
9. Малые размеры ядра Беклара (менее 5 мм).

### Изменения внутренних органов
В целом у недоношенных отмечается незрелость ткани внутренних органов.

#### Органы дыхания
При рождении до 35-й нед. у недоношенных отмечается недостаточность сурфактанта, поэтому легче и чаще развиваются пневмопатии в виде ателектазов.

#### Сердечно-сосудистая система
Мышечная гипотония отмечается не только со стороны поперечно-полосатой, но и гладкой мускулатуры. Так, систолическое артериальное давление у недоношенных не превышает 60—70 мм рт. ст. (у доношенных детей — достигает 80). Для недоношенных характерна более высокая проницаемость сосудистых стенок, поэтому у них чаще развивается и тяжелее протекает геморрагическая болезнь, в том числе с кровоизлияниями в головной мозг.

#### Транзиторная желтуха новорождённых
Транзиторная желтуха новорождённых у недоношенных длится 3—4 нед. (у доношенных — до 2 нед.). Билирубиновая энцефалопатия может развиться даже при относительно низком уровне билирубина в крови.

#### Кровь
В печени, селезёнке и лимфатических узлах недоношенных детей обнаруживаются очаги экстрамедуллярного кроветворения. У недоношенных в крови больше ядерных форм эритроцитов (нормобластов) и выше содержание фетального гемоглобина [HbF] (более 90 %), вследствие чего развивается гемолиз и на 1—2-м мес. внеутробной жизни более чем у половины недоношенных формируется гемолитическая анемия (ранняя анемия недоношенных).
На 3—5 мес. в результате дефицита железа развивается поздняя анемия недоношенных. Поздняя (железодефицитная) анемия недоношенных возникает вследствие того, что неонатальные запасы железа в организме ребёнка исчерпываются к 3—4 мес. внеутробной жизни (у доношенных это происходит к 5—6 мес.). Отложение материнского железа в депо происходит в основном на двух последних месяцах беременности.
Среди лейкоцитов много незрелых форм вплоть до промиелоцитов. Первый гранулоцитарно-лимфоцитарный перекрёст (одинаковая доля нейтрофильных гранулоцитов и лимфоцитов в лейкоформуле) у недоношенных происходит тем позже, чем выше степень недоношенности (у доношенных первый перекрёст отмечается в возрасте 5 дней, второй — в возрасте 5 лет).

## Переношенность
Переношенность — рождение ребёнка в сроке гестации 42 полные недели (294 дня) и более.
Морфологические признаки. Переношенные дети обычно крупнее родившихся в срок. Характерно маловодие. Кожа новорождённого сухая, с признаками шелушения и частичной мацерации. Кости черепа плохо смещаются или не смещаются, роднички могут быть закрыты. В проксимальных эпифизах плечевой и большеберцовой костей обнаруживаются ядра окостенения, отсутствующие у доношенного новорождённого (в отличие от ядра Беклара). В плаценте выявляются выраженные инволютивные изменения, способствующие развитию плацентарной недостаточности.
Внутриутробная гипотрофия плода
(ЗВУР- задержка внутриутробного развития, ЗВУРР — задержка внутриутробного роста и развития, хроническая и острая белково-энергетическая недостаточность)
(Ивановская Т. Е., Цинзерлинг А. В. Патологическая анатомия (болезни детского возраста).— М., 1976.)(Неонатология — Шабалов Н. П. М., 2004).(Педиатрия — Баранов А. А. — Национальное руководство. М., 2009)(МКБ 10)
При наличии соматичской или акушерской патологии у матери или патологических изменений в плаценте возможно недостаточное поступление питательных веществ через плаценту. В МКБ 10 пересмотра данная патология кодируется кодом Р05
Р 05.0 «Маловесный» для гестационного возраста плод
Обычно относится к состоянию, когда масса тела ниже, а длина тела выше 10-го перцентиля для гестационного возраста.
«Маловесный» для рассчитанного срока
P05.1
Малый размер плода для гестационного возраста
Обычно относится к состоянию, когда масса и длина тела ниже 10-го перцентиля для гестационного возраста.
Маленький для рассчитанного срока плод
Маленький и «маловесный» для рассчитанного срока
P05.2
Недостаточность питания плода без упоминания о «маловесном» или маленьком для гестационного возраста
Новорождённый, у которого нет снижения массы тела, но отмечаются признаки недостаточности питания, такие, как сухость, шелушение кожи и неполноценность подкожной клетчатки.
Исключены: недостаточность питания плода с упоминанием о:
«маловесности» для гестационного возраста (P05.0)
малом размере для гестационного возраста (P05.1)
P05.9
Замедленный рост плода неуточненный
Задержка роста плода БДУ

## Гипоксия плода и новорождённого
Гипоксия плода и новорождённого — состояние, характеризующееся недостаточным содержанием кислорода в крови и тканях плода и новорождённого. Это состояние также обозначается терминами аноксия и асфиксия плода и новорождённого.

### Классификация
Гипоксию плода и новорождённого классифицируют следующим образом:
I. Период онтогенеза, в котором развивается синдром
1. Гипоксия плода (внутриутробная гипоксия), которая в свою очередь подразделяется на (а) антенатальную, или пренатальную, гипоксию и (б) интранатальную гипоксию
2. Гипоксия новорождённого (неонатальная гипоксия).

II. Продолжительность гипоксического состояния
1. Острая гипоксия
2. Хроническая гипоксия.

В основе внутриутробной гипоксии лежит прежде всего острая или хроническая плацентарная недостаточность.
Неонатальная гипоксия развивается, как правило, вследствие поражения лёгких (пневмопатия, аспирационная пневмония) или головного мозга (нарушение дыхания центрального происхождения, например, в результате кровоизлияния в мозг) новорождённого.

### Патологическая анатомия
1. Острая гипоксия проявляется только резко выраженным венозным полнокровием органов и тканей. С поверхности разрезов обильно стекает тёмная венозная кровь. При микроморфологическом исследовании выявляются паралитически расширенные и полнокровные сосуды (гипоксия способствует расслаблению гладкомышечных клеток сосудов, расширению их просвета и истончению сосудистой стенки).
2. Хроническая гипоксия проявляется двумя морфологическими синдромами:
I. Дисциркуляторные изменения
1. Венозная гиперемия
2. Застойные отёки, водянки
3. Геморрагии (в ряде наблюдений развивается ДВС-синдром).

Головной мозг: субарахноидальные кровоизлияния, внутримозговые кровоизлияния(периваскулярные, субэпендимарные, массивные симметричные), внутрижелудочковые, в тяжёлых случаях — со "слепками"из свёртков крови, повторяющих форму мозговых желудочков, в более лёгких — кровь в ликворе (приводит к повышению внутричерепного давления).
Лёгкие: кровоизлияния в плевру.
Сердце: кровоизлияния под эпикард.
Печень: кровоизлияния под капсулу, с последующим некрозом капсулы, разрывом её и кровоизлиянием в брюшную полость.
II. Альтеративные изменения (дистрофические и некротические).
Кроме того, характерным признаком внутриутробной гипоксии является зеленоватое прокрашивание плодных оболочек, пуповины и околоплодных вод меконием («внутриутробная диарея»).

## Пневмопатии новорождённых
Пневмопатии новорождённых — невоспалительные поражения лёгких новорождённого. Пневмопатии ведут к развитию неонатальной гипоксии.
У новорождённых в лёгких также может развиться воспалительный процесс (пневмония) при наличии внутриутробной инфекции, чаще стрепто- и стафилококковой.
Кроме того, причиной синдрома дыхательных расстройств (СДР) может быть поражение структур ЦНС, ответственных за спонтанное дыхание.

### Классификация
Различают следующие виды пневмопатий новорождённых:
1. Неонатальные ателектазы
2. Респираторный дистресс-синдром новорождённых («болезнь гиалиновых мембран лёгких»)
3. Отёчно-геморрагический синдром
4. Массивные кровоизлияния в лёгочную ткань
5. Аспирация околоплодных вод
6. Пороки (аномалии) развития лёгких (прежде всего бронхолёгочная дисплазия)
7. Незрелость лёгких, проявляющаяся прежде всего недостаточностью сурфактанта
8. Спонтанный пневмоторакс, пневмомедиастинум.

### Патологическая анатомия
1. Неонатальные ателектазы. Ателектазами называют безвоздушные участки лёгочной ткани, не связанные с воспалением или пневмосклерозом. В связи с незрелостью лёгочной ткани у родившихся до 35-й нед. беременности недостаточен синтез сурфактанта, поэтому у таких недоношенных характерно развитие ателектазов. Выделяют первичные и вторичные ателектазы. Первичные ателектазы — участки лёгкого, не расправившиеся после рождения. Вторичные ателектазы — ателектазы, развивающиеся в дышавшем лёгком новорождённого в результате уменьшения объёма альвеол (появление «спавшихся» альвеол).
2. Респираторный дистресс-синдром новорождённых. Значительное истончение стенок сосудов межальвеолярных перегородок способствует проникновению в просвет альвеол высокомолекулярного белка фибриногена, коагуляция которого приводит к образованию фибрина. Слой фибрина при этом выстилает внутреннюю поверхность альвеол и блокирует газообмен. При микроскопическом исследовании фибриновый слой окрашивается однородно кислыми красителями, то есть имеет тинкториальные свойства гиалина. Поэтому массы фибрина на внутренней поверхности альвеол в патологической анатомии принято обозначать термином «гиалиновые мембраны лёгких». Подтверждает наличие фибрина в таких мембранах окраска генциановым фиолетовым по Граму—Вейгерту (фибрин окрашивается в лиловый цвет). Данная форма пневмопатии характеризуется высокой смертностью детей.
3. Отёчно-геморрагический синдром. Отёк лёгких в сочетании с множественными кровоизлияниями в лёгочную ткань встречается как самостоятельно, так и в комбинации с респираторным дистресс-синдромом новорождённых.
4. Аспирация околоплодных вод. При аспирации околоплодных вод в просвете бронхов, бронхиол и альвеол обнаруживаются плотные частицы аспирированных вод(чешуйки ороговевшего эпителия, глыбки мекония) При большом количестве мекония выделяется «меконеальная аспирация».

## Родовая травма
Родовая травма — механическое повреждение органов и тканей плода, развивающееся во время родов.
Родовой травме способствуют (1) незрелость тканей плода (характерно для организма недоношенных), их отёк и венозное полнокровие при гипоксии; (2) несоответствие размеров родовых путей величине плода, а также (3) нарушения динамики родов (стремительные или, наоборот, затянувшиеся роды), медицинская помощь при родах(даже при кесаревом сечении).

### Классификация
Различают следующие основные виды родовой травмы:
1. Травмы кожи, подкожной клетчатки и подлежащих мягких тканей: родовая опухоль, кровоизлияния в кожу и подлежащие ткани, разрывы кожи, некрозы подкожной жировой клетчатки. Открытые травмы кожи могут инфицироваться.
2. Травмы скелетных мышц: параличи и парезы скелетных мышц, их разрывы, кровоизлияния в мышцы.
3. Повреждения костей: кефалогематома, деформации, трещины, переломы.
4. Травмы мозговых оболочек: кровоизлияния, разрывы.
5. Травматические повреждения головного и спинного мозга.
6. Травмы внутренних органов: разрывы ткани, кровоизлияния.

### Патологическая анатомия

#### Родовая опухоль
Родовая опухоль — отёк мягких тканей в предлежащей части (pars praevia) тела плода: затылочной, теменной, лобной, лицевой областей при головном предлежании, ягодиц, нижних конечностей, промежности, половых органов при тазовом предлежании. Предлежащая часть первой проходит родовые пути. В ближайшие 2—3 дня после рождения родовая опухоль исчезает по мере рассасывания отёка. Большая родовая опухоль нуждается в лечении.

#### Травмы скелетных мышц
Параличи мышц конечностей и диафрагмы могут быть вызваны травмой нервных сплетений, повреждением двигательных центров спинного мозга. Разрыв и кровоизлияние в грудино-ключично-сосцевидную мышцу может завершиться формированием кривошеи. Нарушения созревания ткани скелетных мышц (фиброзная дисплазия, гипоплазия и др.) способствуют механическим повреждениям этих органов во время родов.

#### Повреждения костей
Из переломов костей наиболее часто встречается перелом ключицы плода.
Кефалогематома (от греч. kephalon — голова) — кровоизлияние под надкостницу костей черепа со скоплением свернувшейся крови в образовавшемся субпериостальном пространстве. Различают наружную (под апоневрозом) и внутреннюю (в полости черепа) кефалогематомы. Внутренняя кефалогематома также называется эпидуральным кровоизлиянием. Границы наружной кефалогематомы соответствуют границам кости. В ряде случаев происходит инфицирование, которое может привести к развитию гнойного менингита. Рассасывание субпериостального кровоизлияния происходит длительно, репарация сопровождается организацией и оссификацией гематомы.
«Субапоневротическая гематома» или «субгалеальная гематома»- кровоизлияние под galea aponeurotica (апоневротический шлем), может вмещать большое количество крови и привести к анемии.

#### Травмы мозговых оболочек
Среди разрывов мозговых оболочек наибольшее значение имеет разрыв намёта мозжечка, сопровождающийся массивным субдуральным кровоизлиянием в области височных и затылочной долей мозга. Затруднение пассажа ликвора приводит к сдавлению, отёку и набуханию продолговатого мозга. При этом развивается бульбарный синдром, приводящий к смерти. Помимо эпидуральных, могут развиваться субдуральные кровоизлияния и кровоизлияния в мягкие мозговые оболочки.

#### Травмы головного и спинного мозга
Травмы центральной нервной системы наиболее часто сопровождаются кровоизлияниями в вещество мозга. Изредка могут возникать разрывы спинного мозга.

#### Травмы внутренних органов
Наиболее часто встречаются родовые травмы (1) печени, (2) яичек и (3) надпочечников.
Разрыв ткани печени и кровотечение в брюшинную полость приводит к смерти новорождённого. Кровоизлияния в ткань печени могут располагаться как поверхностно (субкапсулярные гематомы), так и в глубоких отделах органа.
Травма яичек возникает при ягодичном предлежании. Скопление крови в серозной полости яичка (гематоцеле) нередко сопровождается инфицированием и развитием гнойного воспаления.
Кровоизлияние в ткань одного надпочечника при родовой травме обычно не приводит к тяжёлым последствиям, но повреждение обоих надпочечников смертельно.

## Перинатальные нарушения мозгового кровообращения
Перинатальные нарушения мозгового кровообращения (ПНМК) являются одной из ведущих причин перинатальной смертности, у выживших детей они приводят к различным неврологическим и психическим нарушениям. Одним из тяжёлых исходов ПНМК является детский церебральный паралич (ДЦП).

### Классификация
ПНМК подразделяются на (1) геморрагические и (2) ишемические формы.

### Патологическая анатомия
I. Геморрагические формы ПНМК характеризуются кровоизлияниями (1) в оболочки (эпи- и субдуральные, лептоменингеальные), (2) в вещество мозга (в частности, субэпендимальные, интрацеребеллярные, внутристволовые) и (3) кровотечением в желудочки (гемоцефалия).
II. Ишемические формы ПНМК проявляются развитием (1) инфарктов и (2) мелкоочаговой лейкомаляции. Инфаркты, как правило, развиваются при внутриутробных инфекциях, сопровождающихся тромбозом артерий мозга. Они обычно располагаются в коре и субкортикальных отделах больших полушарий. Мелкоочаговая перивентрикулярная лейкомаляция представляет собой множественные небольшие плотноватые участки коагуляционного некроза белого вещества стенок боковых желудочков мозга.

## Геморрагическая болезнь новорождённых
Геморрагическая болезнь новорождённых — кровотечения, развивающиеся в первые дни жизни ребёнка, родившегося без признаков геморрагического синдрома.

### Классификация
В зависимости от причины кровотечения различают три формы заболевания:
1. Коагулопатия — дефицит одного или нескольких ключевых факторов плазмокоагуляции, в частности, из-за гиповитаминоза К.
2. Тромбоцитопатия / тромбоцитопения.
3. Ангиопатия — несостоятельность стенок сосудов (прежде всего, в результате инфекционного васкулита).

### Патологическая анатомия
Геморрагическая болезнь новорождённых может проявляться разнообразными кровотечениями: наружными, внутренними, кровоизлияниями в покровные ткани и во внутренние органы (лёгкие, печень, надпочечники).
Однако наиболее часто отмечаются развивающиеся внезапно, без видимых причин мелена (melena) и кровавая рвота (haematemesis). От истинной мелены (melena vera) необходимо отличать ложную (melena spuria), возникающую при заглатывании ребёнком крови матери во время родов или из трещин сосков при кормлении. Тяжёлые кровотечения могут угрожать жизни новорождённого.

## Гемолитическая болезнь плода и новорождённого
Гемолитическая болезнь плода и новорождённого — заболевание, в основе которого лежит разрушение эритроцитов плода и новорождённого, обусловлена несовместимостью крови матери и плода по эритроцитарным антигенам.
Гемолитическая болезнь встречается у 0,5 % новорождённых. В структуре перинатальной смертности на её долю приходится до 5 % летальных случаев.

### Классификация
Классифицируют гемолитическую болезнь следующим образом:
I. Период онтогенеза, в котором обнаруживается заболевание
1. Гемолитическая болезнь плода (фетопатия)
2. Гемолитическая болезнь новорождённого.

II. Этиологический принцип
1. Несовместимость по Rh-фактору [резус-фактору] (более 90 % случаев заболевания)
2. Несовместимость по антигенам системы АВ0 (до 10 %)
3. Несовместимость по другим групповым антигенам (до 1 %)
4. Смешанные формы несовместимости (по двум и более антигенам).

III. Клинико-морфологическая классификация
1. Внутриутробная смерть с мацерацией (фетопатия без отёка и желтухи)
2. Отёчная форма
3. Желтушная форма
4. Анемическая форма.

### Патогенез
Резус-конфликт возникает у резус-отрицательных матерей, беременных резус-положительным плодом. АВ0-конфликт развивается при I группе крови у матери и II или III у плода (в 70 % случаев АВ0-конфликта у плода обнаруживается II группа крови, однако при наличии у плода III группы АВ0-конфликт протекает, как правило, тяжелее).
Для рождения больного ребёнка необходима предшествующая сенсибилизация матери, которая происходит во время первой беременности (в том числе прервавшейся), при переливаниях или внутримышечном введении крови (даже в раннем детском возрасте). Rh-фактор начинает синтезироваться у плода на 5—6 нед. внутриутробной жизни, достигая к 10—14 нед. максимальной концентрации. Поэтому в 90 % случаев первая беременность завершается рождением здорового ребёнка, а следующие беременности сопровождаются развитием гемолитической болезни, которая протекает тем тяжелее, чем больше порядковый номер беременности. При развитии АВ0-конфликта порядковый номер беременности не имеет значения, так как сенсибилизация А- и В-антигенами в повседневной жизни происходит достаточно рано, например, при вакцинации.
Однако возможна врождённая резистентность к Rh-фактору, если Rh-отрицательная женщина родилась от Rh-положительной матери и её организм встретился с Rh-антигеном ещё в эмбриональном периоде. В таком случае к Rh-фактору формируется иммунная толерантность. Аналогичная устойчивость характерна и к другим групповым антигенам крови. При врождённой резистентности к развитию гемолитической болезни не только первый ребёнок, но и последующие дети рождаются здоровыми.

### Патологическая анатомия
В основе гемолитической болезни плода и новорождённого лежит разрушение эритроцитов, развивающееся под действием антител матери (иммунный гемолиз). Непосредственное разрушение мембраны эритроцитов происходит под влиянием комплемента. Гемолиз приводит к развитию анемии (гемолитическая анемия).
При этом гемолитическая анемия проявляется следующими признаками:
1. Распространённым гемосидерозом
2. Гипербилирубинемией
3. Стимуляцией гемопоэза (в различных органах, прежде всего в печени, селезёнке, тимусе и лимфатических узлах выявляются очаги экстрамедуллярного кроветворения)
4. В периферической крови увеличивается количество ядерных форм эритроцитов (эритробластов), поэтому ранее это заболевание назвалось эритробластозом.

#### Билирубиновая интоксикация
Гипербилирубинемия, достигая определённых значений, сопровождается развитием гемолитической желтухи (обычно 35 мкМ/л и выше). В различных органах и тканях происходит отложение неконъюгированного билирубина. Такое состояние получило название билирубиновой интоксикации. В ряде случаев, прежде всего у недоношенных, билирубиновая интоксикация может не сопровождаться желтухой.
При этом возникают два типа изменений:
1. Обратимые дистрофические изменения (без некроза). Типичным примером таких изменений является билирубиновый инфаркт почек. Термин «инфаркт» здесь не означает некроза ткани (как и в случае мочекислого инфаркта). Билирубиновый инфаркт почек макроморфологически представляет собой прокрашивание в янтарно-жёлтый цвет мозгового вещества. Однако изредка в области сосочков пирамид могут обнаруживаться некрозы.
2. Необратимые дистрофические изменения сопровождаются формированием множественных мелких некрозов паренхимы органа. Такие изменения встречаются в печени, миокарде, гиподерме, других органах. Однако наиболее тяжёлые изменения формируются в головном мозге (билирубиновая энцефалопатия).
При повышении уровня неконъюгированного билирубина более 300 мкМ/л у доношенных и 200 мкМ/л у недоношенных детей, это вещество проникая через гематоэнцефалический барьер вызывает повреждение нейронов коры большого мозга и подкорковых ядер (базальных ганглиев). При макроморфологическом исследовании у большинства детей с признаками билирубиновой интоксикации, проживших не менее 36 часов, многие подкорковые ядра окрашиваются в жёлтый цвет, поэтому билирубиновая энцефалопатия у них называется также ядерной желтухой. Масса мозга увеличена прежде всего за счёт отёка. Микроскопически выявляется разрушение нейронов. На месте погибших нейронов происходит пролиферация глиоцитов (реактивный глиоз).

#### Изменения в печени
В печени обнаруживается усиление экстрамедуллярного гемопоэза, множественные мелкие очаги некроза и холестаз с последующим формированием реактивного гепатита.

#### Внутриутробная смерть с мацерацией (фетопатия без отёка и желтухи)
Эта форма гемолитической болезни развивается обычно на 5—7 мес. беременности. При макроморфологическом исследовании выявляются признаки мацерации («размачивания») тканей плода, прежде всего его кожных покровов. Несколько увеличены печень и селезёнка. Микроскопически в различных органах обнаруживаются умеренно выраженные эритробластоз и гемосидероз.

#### Отёчная форма
Отёчная форма — наиболее тяжёлая форма гемолитической болезни. Выраженный внутрисосудистый гемолиз приводит к тяжёлой анемии, гипопротеинемии, онкотическим отёкам и водянкам. Тяжёлая анемия ведёт к развитию внутриутробной гипоксии и/или гипоксии новорождённого. Нередко плод погибает внутриутробно. Желтушность выражена слабо, поскольку билирубин метаболизируется печенью матери. Печень и селезёнка у таких новорождённых резко увеличены.

#### Желтушная форма
Желтушная форма — наиболее частая и обычно среднетяжёлая форма заболевания. Может протекать тяжело. Проявляется анемией, гепатоспленомегалией и ранней (с 1—2 дня жизни) желтухой. Если ребёнок рождается с желтушным окрашиваем кожных покровов, говорят о врождённой желтушной форме. При возникновении билирубиновой энцефалопатии (на 3—4 сут.) развивается судорожный синдром. К концу первой недели могут появиться признаки холестатической желтухи: зеленоватый оттенок жёлтых кожных покровов, обесцвечивание кала и потемнение мочи.

#### Анемическая форма
Анемическая форма протекает, как правило, легко. Выявляются анемия и гепатоспленомегалия. Вследствие анемии отмечается некоторая бледность органов и тканей. Увеличение печени и селезёнки обычно умеренное.
ФЕТОПАТИИ.
(Ивановская Т. Е., Цинзерлинг А. В. Патологическая анатомия (болезни детского возраста).— М., 1976.)(Неонатология — Шабалов Н. П. М., 2004).(Педиатрия — Баранов А. А. — Национальное руководство. М., 2009)(МКБ 10)
Диабетическая фетопатия
При наличии у матери сахарного диабета 1 типа диабетическую эмбриофетопатию имеют 75 % новорождённых, при гестационном диабете — 25 %. частота изолированных пороков составляет 5-6 %, что в 2-3 раза выше по сравнению с женщинами без диабета, около 2 % детей от матетре с сахарным диабетом имеют тяжёлые, комбинированные пороки, несовместимые с жизнью.
Синдром новорождённого от матери с гестационным диабетом
Плод или новорождённый (с гипогликемией), вызванной материнским гестационным диабетом
P70.1
Синдром новорождённого от матери, страдающей диабетом
Плод или новорождённый (с гипогликемией), вызванной материнским сахарным диабетом (ранее существовавшим).
Диабетическая фетопатия при гипертрофической форме характеризуется отклонениями в массе тела (макросомия -масса более 4 кг, что связано с высоким уровнем глюкозы в крови матери, передающимся через плаценту плоду, компенсаторной активностью островкового аппарата поджелудочной железы и утилизацией глюкозы в организме плода, сопровождающейся незрелостью тканей печени, почек, увеличением массы печени). С первых дней жизни у ребёнка развивается тяжёлая гипогликемия. причина полицитемии не выяснена. При тяжёлом диабете с микроангиопатиями развивается фетоплацентарная недостаточнсть и ребёнок рождается со ЗВУР с низкими параметрами физического развития: массы, длины тела, окружности головы и груди и гипоплазией плаценты.
диабетическая эмбриопатия проявляется синдромом каудальной дисгенезии, недоразвитием бедренных костей, пороками развития головного мозга (анэнцефалия, менингоцеле), почек (агенезия почек), сердца (транспозиция магистральных сосудов, дефекты межпредсердной и межжелудочковой перегородок) и др.
P70.2
Сахарный диабет новорождённых
P70.3
Ятрогенная неонатальная гипогликемия